# Pedibús

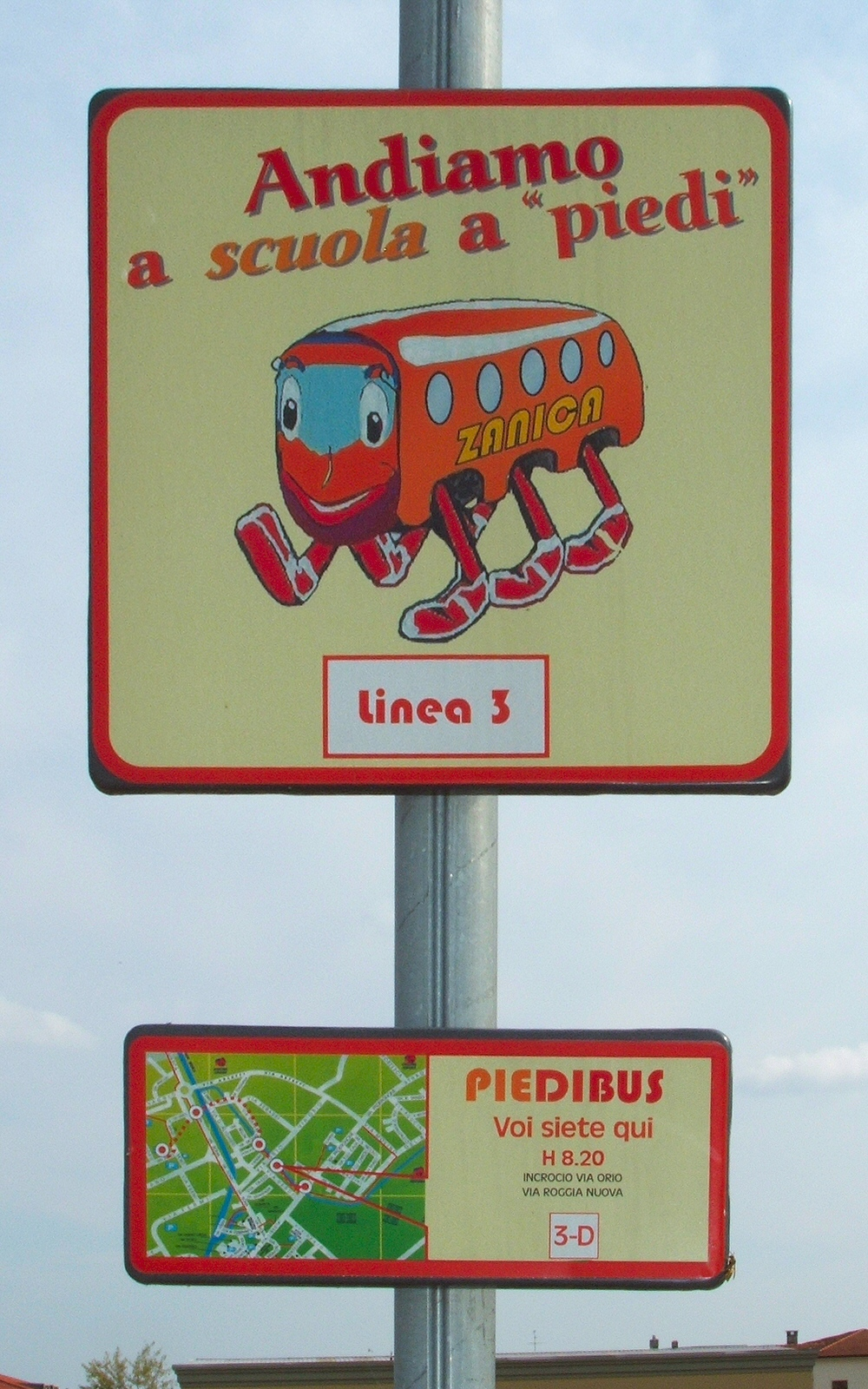
Senyal d'aturada d'una ruta de pedibús a Zanica, Itàlia.

Un pedibús és un grup de persones que recorren juntes una ruta caminant seguint un horari establert com a forma de desplaçament fins als seus llocs de destinació. Els vianants poden unir-se o deixar el pedibús en diferents punts al llarg de la ruta.
Els pedibusos poden tenir finalitats socials o ambientals, tractant d'encoratjar més persones a caminar com a mitjà de transport, fent l'experiència més interessant, social i segura.
Amb freqüència s'organitzen pedibusos escolars en els quals un o diversos adults supervisen una ruta on es van recollint els nens en diferents punts fins que arriben al centre educatiu.
Els pedibusos tenen nombrosos avantatges com la millora de la salut, reducció de la contaminació, major socialització i participació comunitària, reducció de trànsit i soroll o millora de la seguretat viària.